# Portal (Cabo Verde)
Portal es una localidad caboverdiana del municipio de São Domingos.

## Geografía
La localidad está situada en la isla de Santiago.

## Organización territorial
La localidad abarca el lugar de:
- Portal